# Różowy trójkąt

Różowy trójkąt

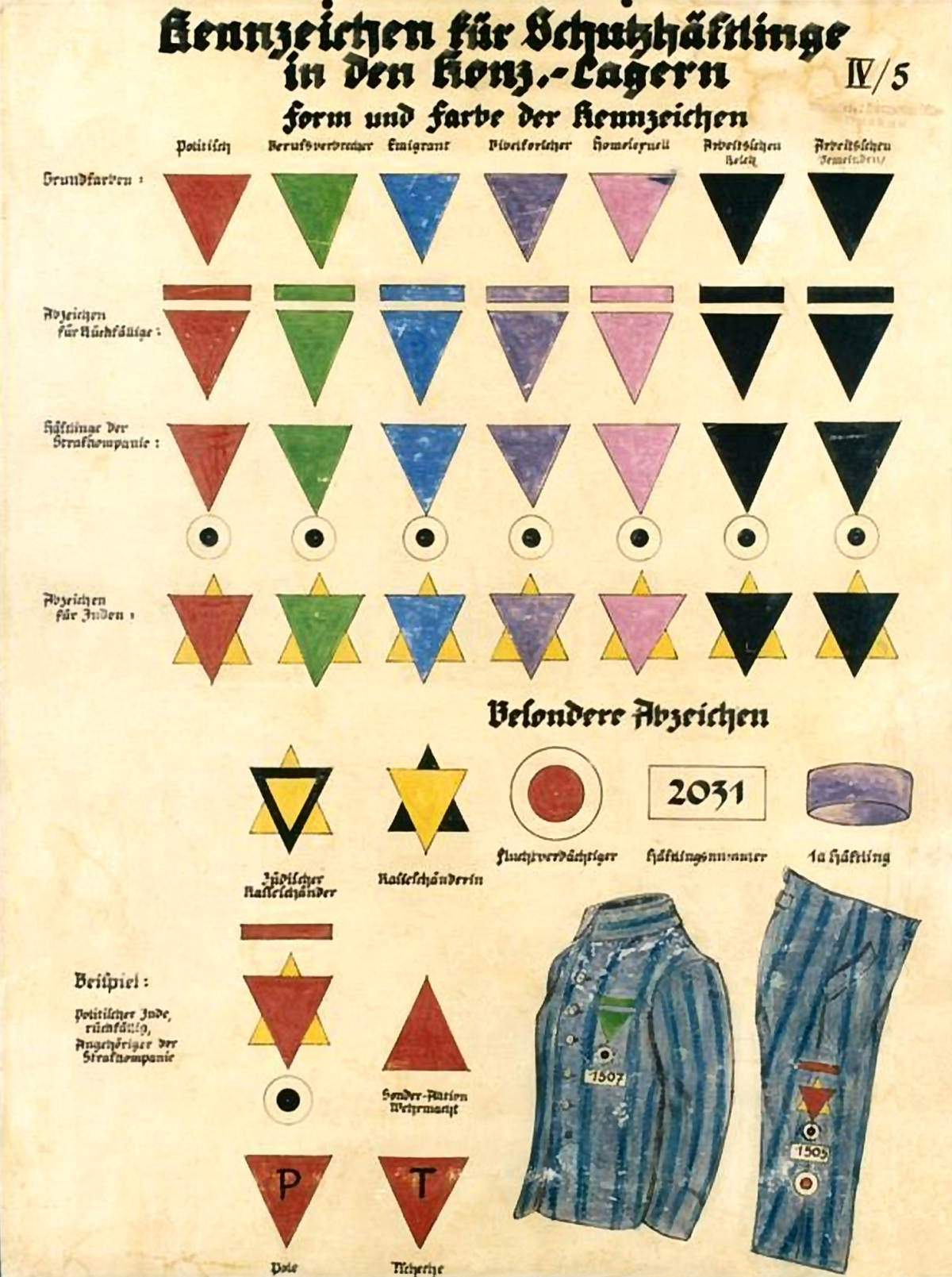
Tablica z oznaczeniami kategorii więźniów obozów koncentracyjnych

Różowy trójkąt (niem. Rosa Winkel) – jeden z symboli oznakowania więźniów niemieckich obozów używany w III Rzeszy do oznaczenia w obozach koncentracyjnych mężczyzn, którzy zostali umieszczeni tam za orientację homoseksualną. Homoseksualne kobiety dla odmiany oznaczano w obozach koncentracyjnych czarnym trójkątem.
Po II wojnie światowej różowy trójkąt stał się symbolem walki o prawa osób homoseksualnych oraz pamięci o ich prześladowaniach. Wiele pomników upamiętniających homoseksualne ofiary narodowego socjalizmu przyjmuje kształt różowego trójkąta.

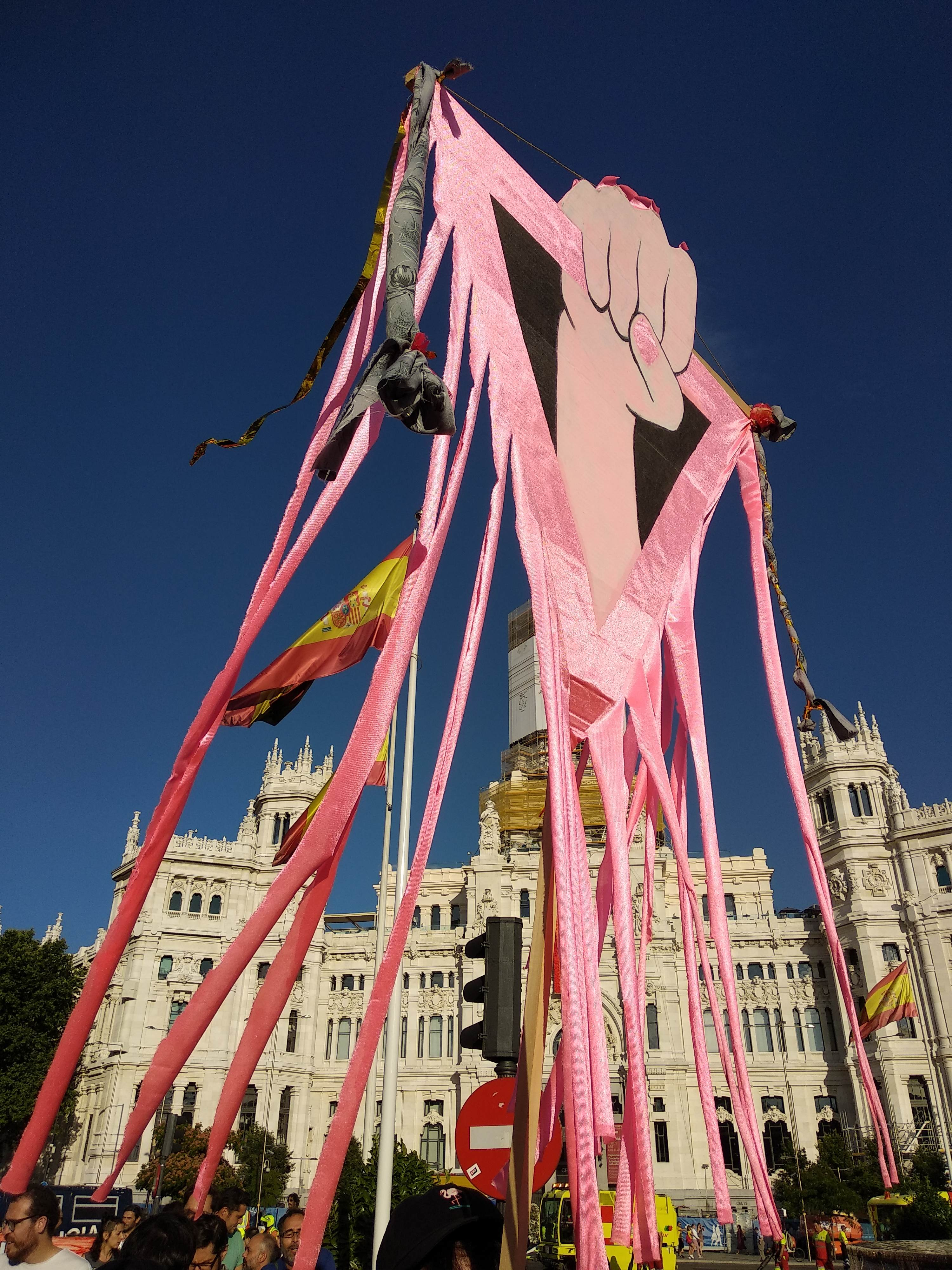
Sztandar w kształcie różowego trójkąta z pięścią uniesioną wysoko przed Palacio de Cibeles podczas manifestacji Orgullo Crítico w Madrycie w 2018 roku.

## Historia

### Oznakowanie więźniów nazistowskich obozów
W nazistowskich obozach koncentracyjnych, każdy więzień był zobowiązany do noszenia na piersi naszywki przedstawiającej skierowany w dół trójkąt równoboczny (tzw. winkiel), którego kolor miał wskazywać przyczynę uwięzienia. Przestępcy kryminalni byli oznaczani zielonym trójkątem, więźniowie polityczni czerwonym, a Żydzi dwoma nakładającymi się żółtymi trójkątami (tworząc Gwiazdę Dawida).
Na początku więźniowie homoseksualni byli oznaczani trójkątem zielonym, liczbą 175 (odnoszącą się do paragrafu 175 z niemieckiego kodeksu karnego, który to penalizował homoseksualizm) lub literą A (od niem. wulgaryzmu Arschficker, dosłownie „dupojebca”). Dopiero później ustalono, że więźniowie zidentyfikowani jako homoseksualni mężczyźni będą oznaczani różowym trójkątem (Rosa Winkel).
Ten system kategoryzowania więźniów stworzył hierarchię społeczną w obozach koncentracyjnych. Więźniowie oznaczeni różowym trójkątem często otrzymywali najgorsze obowiązki i prace oraz byli nieustannie nękani i bici zarówno przez strażników, jak i innych więźniów. Mężczyźni, którzy byli homoseksualnymi Żydami nosili nakładające się na siebie żółty i różowy trójkąt i znajdowali się na samym dole drabiny społecznej w obozie koncentracyjnym.

### Sytuacja więźniów oznaczonych różowym trójkątem
Szacuje się, że w latach 1933-1945 w obozach koncentracyjnych zostało osadzonych od 5000 do 15000 osób homoseksualnych skazanych w oparciu o paragraf 175.
Według pierwotnych zamiarów nazistów nie przewidywano masowej eksterminacji homoseksualistów, lecz reedukację poprzez pracę. Była to najczęściej wyniszczająca, bezcelowa i bezsensowna praca ponad ludzkie siły. Poza tym, nieheteronormatywnych więźniów spotykały także inne formy prześladowania. Powszechnie stosowano kastrację i sterylizację, a zdarzało się także, że wykorzystywano ich jako „króliki doświadczalne” do prób nowych szczepionek przez Instytut Higieny SS.
Opuszczając obóz, nadal żyli w strachu o własne życie i własną wolność, bowiem między 1953 a 1965 r. policja zarejestrowała ponad 100 tysięcy homoseksualistów, a liczba uwięzionych z paragrafu 175 w pierwszych 10 latach Republiki Federalnej Niemiec dalece przekracza liczbę uwięzionych z okresu Republiki Weimarskiej. Między 1950 a 1965 r. skazywano rocznie około 2800 osób o nieheteronormatywnej orientacji seksualnej.

W takiej atmosferze ocaleni ukrywali się i zatajali swoją obozową przeszłość w obawie przed interwencją policji, aresztowaniem i osadzeniem w więzieniu. Powszechny był bowiem pogląd, że więźniowie, którzy w obozach koncentracyjnych oznaczani byli różowym trójkątem, stanowili tę część niemieckiego społeczeństwa, która z założenia jest zdemoralizowana i kryminogenna. Takie poglądy uznawały wydawane w okresie III Rzeszy wyroki ich uwięzienia za jak najbardziej uzasadnione, co w konsekwencji spowodowało, że cierpienie osób z odmienną od heteronormatywnej orientacji seksualnej nie było uznawane za część nazistowskiej zbrodni wobec ludzkości, a im samym odmówiono statusu ofiar. Wykluczono ich nie tylko z narracji o ofiarach, ale także – na podstawie decyzji zachodnioniemieckiej komisji ds. rekompensat dla byłych więźniów nazistowskich obozów w 1956 r. – jednoznacznie pozbawiono ich prawa do zadośćuczynienia i renty. 

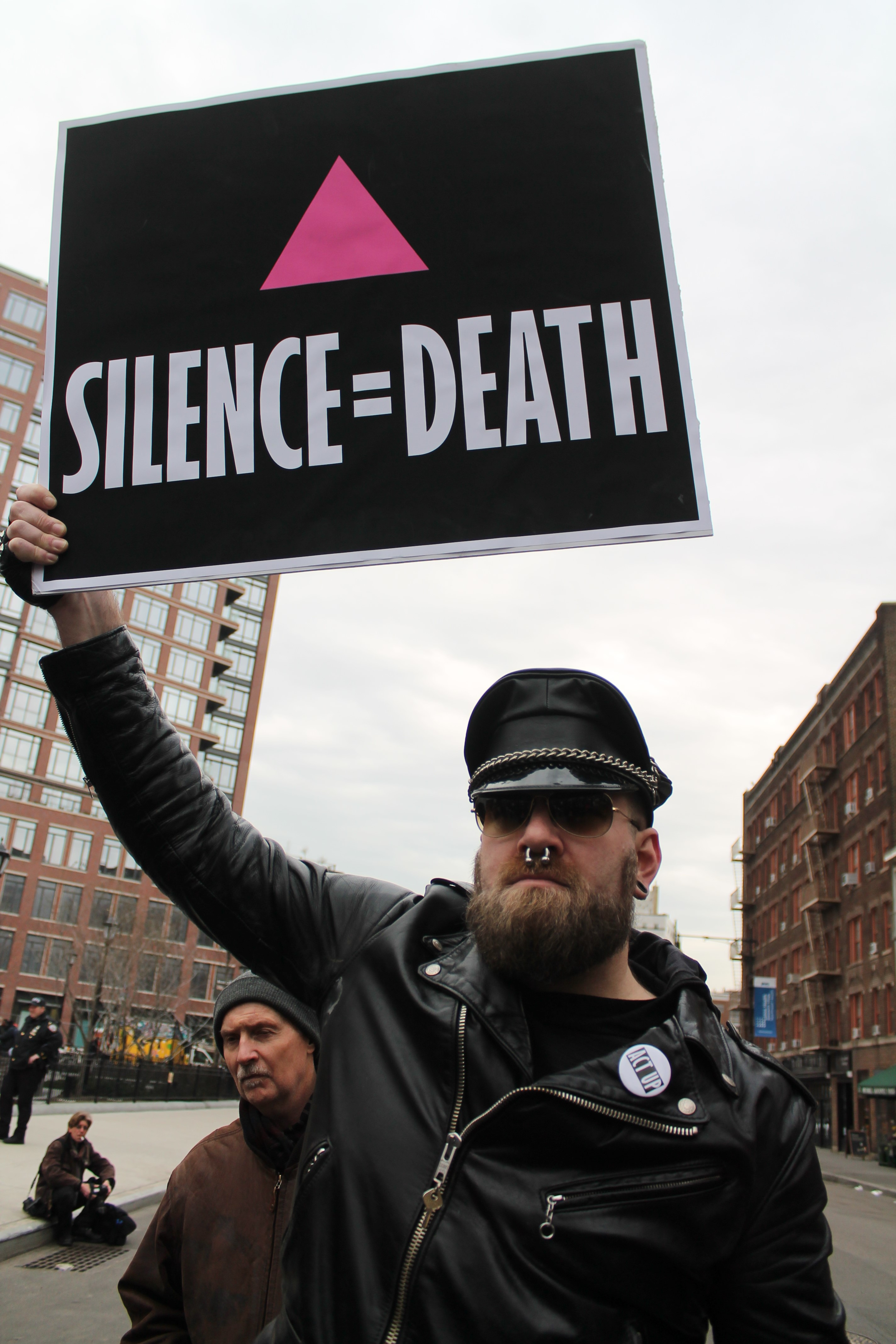
Trzydziesty zlot ACT UP na NYC AIDS Memorial w St. Vincent Triangle Park, New York City.

## Symbol LGBT
W latach siedemdziesiątych aktywiści LGBT z Europy i Ameryki Północnej zaczęli używać różowego trójkąta, aby uświadomić ludzi jaka była jego rola w nazistowskich Niemczech. Większą uwagę na symbol zwrócono w 1972 roku, gdy ukazała się autobiograficzna książka Heinza Hegera Die Männer mit dem rosa Winkel (Mężczyźni z różowym trójkątem), opowiadająca o losach Josefa Kohouta, homoseksualnego więźnia, który przeżył Holocaust.
W 1973 roku niemiecka grupa Homosexuelle Aktion Westberlin wezwała homoseksualistów do noszenia różowego trójkąta w celu upamiętnienia byłych ofiar i protestowania przeciwko dalszej dyskryminacji osób LGBT.
W filmie The Rocky Horror Picture Show z 1975 roku, biseksualna, trans postać dr Frank N. Furter nosi znaczek z różowym trójkątem na jednym ze swoich strojów.
W latach osiemdziesiątych różowy trójkąt był coraz częściej wykorzystywany nie tylko jako memoriał, ale jako pozytywny symbol tożsamości własnej i wspólnotowej. Zwykle reprezentował zarówno tożsamość gejów, jak i lesbijek, i został włączony do logo takich organizacji i firm. Używany był również przez osoby prywatne, czasem dyskretnie lub dwuznacznie, jako „poufny” kod nieznany ogółowi społeczeństwa.
Kiedy popularność trójkąta zaczęła wzrastać, ACT-UP (AIDS Coalition To Unleash Power) przyjęła go jako swój symbol, ale podniosła go do góry, aby zaproponować aktywną walkę, a nie pasywną rezygnację.

## Miejsca pamięci
Symbol różowego trójkąta widnieje na licznych publicznych zabytkach i pomnikach. W 1995 r. w Dachau Memorial Museum zainstalowano różową tablicę w kształcie trójkąta, upamiętniającą cierpienie gejów i lesbijek podczas II wojny światowej. W 2015 roku różowy trójkąt został włączony do Chicago Legacy Walk. Jest on także podstawą projektu Homomonument w Amsterdamie i pomnika Holocaustu dla gejów i lesbijek w Sydney. W San Francisco symbol różowego trójkąta zainspirował zarówno Pink Triangle Park w Castro, jak i Pink Triangle na Twin Peaks, który jest wyświetlany co roku podczas weekendu Pride. Różowy trójkąt jest także podstawą pomników LGBTQ w Barcelonie, Sitges i Montevideo.

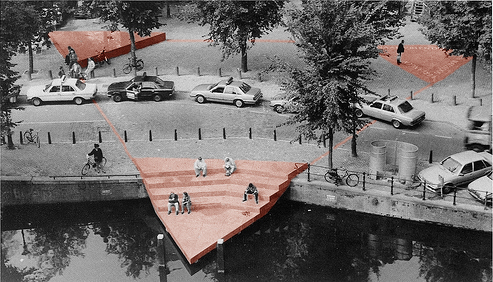
Homomonument w Amsterdamie

## Osoby
- Stefan Kosiński
- Rudolf Brazda
- Josef Kohout
- Pierre Seel